# Colbie Caillat

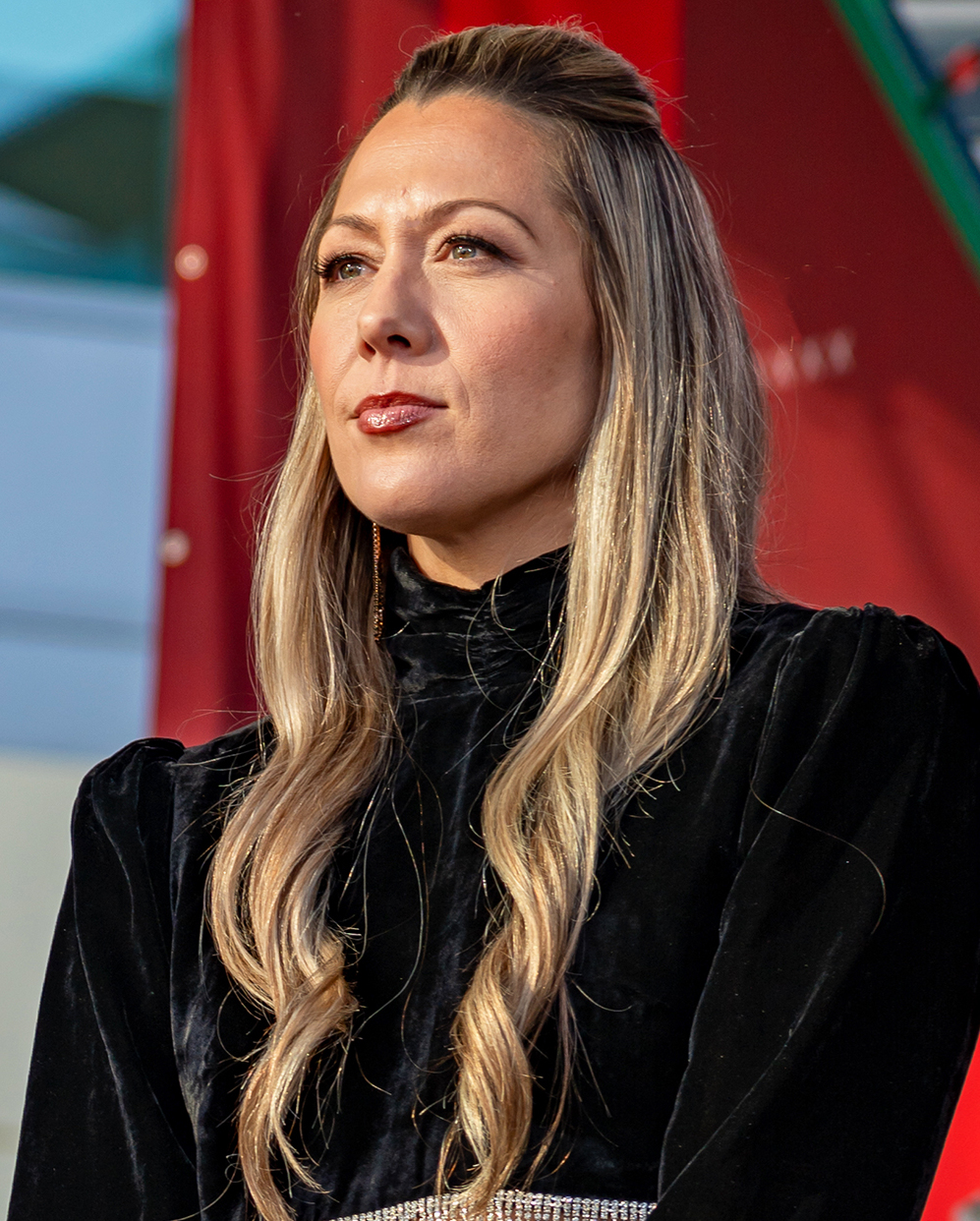
Colbie Caillat (2023)

Colbie Marie Caillat (* 28. Mai 1985 in Malibu, Kalifornien) ist eine US-amerikanische Singer-Songwriterin und Grammy-Preisträgerin.

## Karriere
Bekannt wurde Colbie Caillat durch ihre MySpace-Seite. Ihr Song Bubbly wurde auf ihrer Seite über zehn Millionen Mal abgespielt.
Bei MySpace hatte sie im Oktober 2006 über 6000 Fans und das US-amerikanische Musikmagazin Rolling Stone kürte sie zu einer der weiblichen Top-Künstler auf MySpace. Schließlich avancierte Caillat zur erfolgreichsten Künstlerin ohne Plattenvertrag überhaupt, als die Zahl ihrer MySpace-Fans auf über 100.000 anwuchs. Inzwischen wurde ihre Seite über 60 Millionen Mal besucht (Stand: April 2012) und ihre Songs wurden über 113 Millionen Mal angehört.
Die Zusammenarbeit mit Mikal Blue und dem Sänger und Songschreiber Jason Reeves führte zu einigen Songs aus ihrem 2007 veröffentlichten Debütalbum Coco, dessen Titel auf ihrem Spitznamen aus ihrer Kindheit basiert. Es kam in die Top Ten der Billboard-Charts und war weltweit erfolgreich. Der Song Bubbly war ebenfalls in vielen Ländern ein Top-Ten-Hit und war unter anderem in der Schweiz und den USA fast ein ganzes Jahr lang in den Charts.
Caillats zweites Album Breakthrough erschien im Jahr 2009 und stieg in den USA auf Platz eins ein. Es konnte an den Erfolg ihres ersten Albums anknüpfen und hatte mit Fallin’ for You einen weiteren Singlehit. Zusammen mit Jason Mraz schrieb und sang Caillat im selben Jahr den Song Lucky, der ebenfalls ein internationaler Erfolg wurde. Dieses Duett wurde im Jahr 2010 mit einem Grammy ausgezeichnet; nominiert war Caillat außerdem für das Album Breakthrough und für Breathe, ein Duett mit Taylor Swift. Caillat war zuvor auch Koproduzentin von Swifts Album Fearless gewesen.
Am 8. Juli 2011 erschien Caillats drittes Studioalbum All of You, dessen Vorabsingle I Do am 7. Februar 2011 veröffentlicht worden war.
Im deutschsprachigen Raum erlangte sie insbesondere durch ihre Zusammenarbeit mit dem Musikprojekt Schiller eine größere Bekanntheit.
Sie beteiligte sich an dem Album zum Film Chroniken der Unterwelt – City of Bones, wo sie den Song When the Darkness Comes sang.

## Diskografie
Studioalben

| Jahr | Titel Musiklabel                            | Höchstplatzierung, Gesamtwochen, AuszeichnungChartplatzierungen (Jahr, Titel, Musiklabel, Platzierungen, Wochen, Auszeichnungen, Anmerkungen) | Höchstplatzierung, Gesamtwochen, AuszeichnungChartplatzierungen (Jahr, Titel, Musiklabel, Platzierungen, Wochen, Auszeichnungen, Anmerkungen) | Höchstplatzierung, Gesamtwochen, AuszeichnungChartplatzierungen (Jahr, Titel, Musiklabel, Platzierungen, Wochen, Auszeichnungen, Anmerkungen) | Höchstplatzierung, Gesamtwochen, AuszeichnungChartplatzierungen (Jahr, Titel, Musiklabel, Platzierungen, Wochen, Auszeichnungen, Anmerkungen) | Höchstplatzierung, Gesamtwochen, AuszeichnungChartplatzierungen (Jahr, Titel, Musiklabel, Platzierungen, Wochen, Auszeichnungen, Anmerkungen) | Anmerkungen                                                 |
| Jahr | Titel Musiklabel                            | DE | AT | CH | UK | US | Anmerkungen                                                 |
| ---- | ------------------------------------------- | --- | --- | --- | --- | --- | ----------------------------------------------------------- |
| 2007 | Coco Universal Republic (UMG)               | DE15 Gold · (24 Wo.)DE | AT26 (12 Wo.)AT | CH23 Gold · (38 Wo.)CH | UK44 Silber · (5 Wo.)UK | US5 ×3Dreifachplatin · (79 Wo.)US | Erstveröffentlichung: 13. Juli 2007 Verkäufe: + 3.260.000   |
| 2009 | Breakthrough Universal Republic (UMG)       | DE9 (8 Wo.)DE | AT10 (6 Wo.)AT | CH10 (8 Wo.)CH | — | US1 Platin · (56 Wo.)US | Erstveröffentlichung: 21. August 2009 Verkäufe: + 1.005.000 |
| 2011 | All of You Universal Republic (UMG)         | DE11 (7 Wo.)DE | AT24 (7 Wo.)AT | CH7 (8 Wo.)CH | — | US6 (17 Wo.)US | Erstveröffentlichung: 8. Juli 2011                          |
| 2014 | Gypsy Heart Republic Records (UMG)          | — | — | CH62 (1 Wo.)CH | — | US17 (14 Wo.)US | Erstveröffentlichung: 30. September 2014                    |
| 2016 | The Malibu Sessions PlummyLou Records (UMG) | — | — | — | — | US35 (1 Wo.)US | Erstveröffentlichung: 7. Oktober 2016                       |
| 2023 | Along the Way Blue Jean Baby (BJB)          | — | — | CH85 (1 Wo.)CH | — | — | Erstveröffentlichung: 6. Oktober 2023                       |

## Auszeichnungen
- 2008: Echo: Nominierung Newcomer des Jahres (international)
- 2010: Grammy: Gewinner Best Pop Collaboration with Vocals, Nominierung Best Pop Collaboration with Vocals, Best Pop Vocal Album